# John William Fletcher

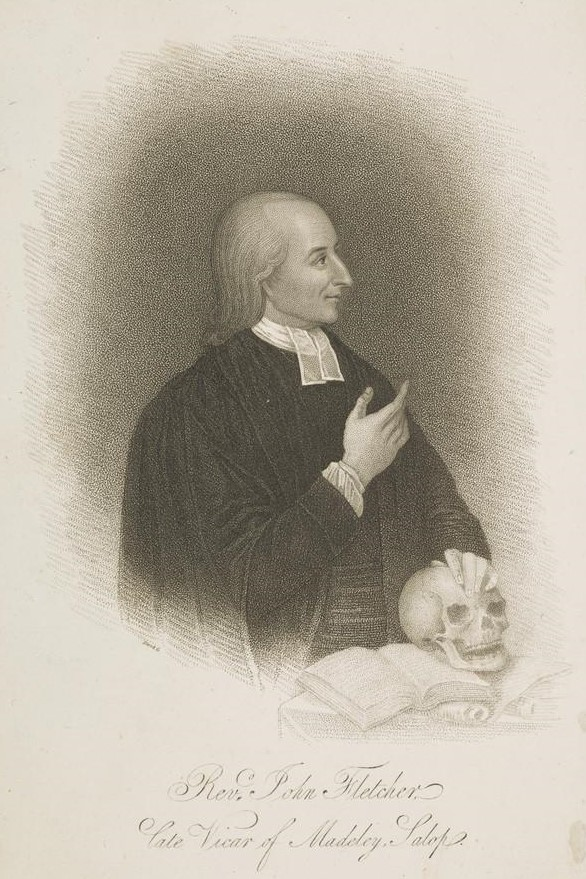
John William Fletcher.

John William Fletcher, ursprungligen Jean Guillaume de la Fléchère, född den 12 september 1729 i Nyon i Schweiz, död den 14 augusti 1785, var en metodistisk präst och teolog. Han var gift med Mary Bosanquet. 
Sin utbildning fick han vid Genèves universitet, men han hade lust att bli officer; detta slog emellertid fel för honom, och 1752 kom han som huslärare till England, där han snart blev gripen av den metodistiska väckelsen. Efter en lång botskamp fann han frid och blev 1757 prästvigd.  I tre år var han John Wesleys medhjälpare, men fick 1760 pastoratet Madeley, där han till sin död verkade som präst och själasörjare. År 1768 fick han tillsynen över lady Huntingdons college i Trevecca och hade stort inflytande över de unga män, som här fick sin utbildning till predikanter. År 1771 måste han dock lämna denna post, då han i predestinationsstriden höll med Wesley mot grevinnan och Whitefield och försvarade den arminianska uppfattningen. Utöver att vara den duglige församlingsprästen har han också haft stor betydelse som metodismens teolog. "Metodismens helgon" har man kallat honom. Av hans skrifter är Checks to Antinomianism (1771) det mest kända.